# San Giacomo d'Acri
San Giacomo d'Acri è una frazione della città di Acri, in provincia di Cosenza, che conta all'incirca 1 000 abitanti è posto a circa 15 km di distanza dal centro cittadino del medesimo comune.

## Geografia fisica
Posta ai confini settentrionali della Sila Greca, una serie di colline boscose si intersecano fra loro e nel centro è adagiato l'abitato di San Giacomo d'Acri. I profili orografici sono quelli tipici appenninici, di consistenza terrosa con rarissima presenza di rocce, delimitati da profondi valli scavate da numerosi corsi d'acqua e con presenza di altri fenomeni di erosione.

## Storia
Questa frazione, che in base alla storia popolare è chiamata Pagania, ossia piccolo villaggio, mutò il nome in San Giacomo alla fine del 1800, soprattutto per via dell'istituzione canonica della Parrocchia il 15 maggio 1921 con bolla di erezione firmata da Monsignor Salvatore Scanu , Vescovo di San Marco - Bisignano ed anche ad opera di D. Giacomo Falcone con regio decreto del 1902 contava allora 487 ab. (Gaetano Nobile Gallo), essendo sulla strada che collega il centro di Acri nell'interno con quello di Corigliano Calabro sulla costa, attraversando la piccola frazione di Foresta, è da sempre punto di riferimento per le altre frazioni e località circostanti, tra cui Casalinella, Pietramorella, Sorbo, Belluccio, Cotura e Ternità.
Si può ritenere che il paese sia stato abitato sin da tempi antichi poiché il territorio è quello del popolo italico dei Bruzi. Dal 1996 è  diventato ormai un appuntamento la tradizionale sfilata dei carri allegorici in occasione del Carnevale. Tale evento richiama molti curiosi che provengono dai paesi limitrofi. Inoltre  è  in atto diversi anni una singolare contesa che vede opposti da un lato il comune di Acri e dall'altro alcuni cittadini sangiacomesi. Il pomo della discordia è  rappresentato dallo sfruttamento di una vasta superficie di terreno denominata "Montagna di Pietramorella". Allo scopo di difendere i diritti acquisiti dai possessori dei terreni nel corso degli anni a San Giacomo d'Acri  è  sorto un comitato che si sta battendo per difendere tali diritti.

## Economia
Data la conformazione del terreno, la coltura predominante era ed è la vite, insieme a tutte quelle legate alla sopravvivenza della popolazione contadina, quindi graminacee, ortaggi e frutti vari fra questi spicca la produzione di ciliegie.
Altra coltura storicamente importante era il castagno, oggi decaduta, mentre permangono, seppur sporadiche, quella del pino e della quercia.
Negli ultimi anni sempre più numeroso è il numero di contadini che cerca di creare uliveti a quest'altezza s.l.m.
Molto diffuso è l'allevamento di suini e ovini, insieme al pollame.

## Sport
La storica società calcistica del paese fu la SS San Giacomo Calcio, fondatasi nel 1990, che militò per diverse stagioni nel campionato di Terza Categoria Calabria e ottenne nel anno 2006-2007 la promozione alla Seconda Categoria, classificandosi prima al termine del campionato. Nella stagione successiva la squadra retrocede e milita nell'ultima categoria ancora per alcune stagioni prima di dichiarare il fallimento nel 2012.
L'attuale società calcistica è l'Associazione Sportiva Dilettantistica New Academy San Giacomo D'Acri, i colori della squadra sono il bianco e il rosso. Dal prossimo campionato (2018-2019) giocherà in Prima Categoria Calabria. L'associazione nasce nel Luglio 2015, e si iscrive al campionato di Terza Categoria, nella quale milita per due stagioni consecutive. Nella stagione 2016-2017 ottiene tramite i play-off la promozione alla categoria superiore.